# Pedinpompilus
Pedinpompilus is een geslacht van vliesvleugelige insecten van de familie spinnendoders (Pompilidae).

## Soorten
- P. sulcatus Wolf, 1978
- P. wolfi Priesner, 1965